# 김광우 (1941년)
김광우는 포천에서 1941년 출생, 홍익대학교 및 동대학원 미술학부 조소과 졸업, 부산 동아대학교 예술대학 학장 및 예술대학원장을 역임하며 2000년 부산 국제아트페스티벌조직위원회, 2004 비엔날레 조각프로젝트 및 바다미술제 미술감독을 역임했으며 2010년 포천미래포럼 초대회장을 지냈다.

김광우는 1977년 개인전을 시작으로 1998년 개인과 인간을 작품세계에 녹인 허드슨 리버 갤러리 뉴욕전시, 1999년 자연, 인간의 화해로 세종문화회관 전시로 자연과 인간의 갈등에 이어 화해에 이르는 작품을 선 보였으며 1963년부터 73년 까지 국전 10회 입상과 76년 국전 특선, 2016년 대한민국 미술상 수상 등 수많은 수상경력을 가지고 있다.

특히 1998년 뉴욕 첫 개인전에 대한 뉴욕 타임즈 기사에서 평론가 비비안 레이너(Vivian Lainer)는  “살바드로 달리가 살아있었다면 오브제에 대한 그의 놀라운 병치를 보고 부러워 했을것이다."라고 표현할 만큼 오브제를 통해 자연과 인간을 결합하는 새로운 영역을 개척했다.